# Telukawur
Telukawur is een bestuurslaag in het regentschap Jepara van de provincie Midden-Java, Indonesië. Telukawur telt 1602 inwoners (volkstelling 2010).